# Falacia
En lógica, una falacia (del latín fallacia ‘engaño’) es una tesis  que parece válida, pero no lo es. Algunas falacias se cometen intencionadamente para persuadir o manipular a los demás, mientras que otras se cometen sin intención debido a descuidos o ignorancia. En ocasiones las falacias pueden ser muy sutiles y persuasivas, por lo que se debe poner mucha atención para detectarlas.
Que un argumento sea falaz no implica que sus premisas o su conclusión sean falsas ni que sean verdaderas. Un argumento puede tener premisas y conclusión verdaderas y aun así ser falaz. Lo que hace falaz a un argumento es la invalidez del argumento en sí. De hecho, inferir que una proposición es falsa porque el argumento que la contiene por conclusión es falaz es en sí una falacia conocida como argumento ad logicam.
El estudio de las falacias se remonta por lo menos hasta Aristóteles, quien en sus Refutaciones sofísticas identificó y clasificó trece clases de falacias. Desde entonces se han agregado a la lista cientos de otras falacias y se han propuesto varios sistemas de clasificación.
Las falacias son de interés no solo para la lógica, sino también para la política, la retórica, el derecho, la ciencia, la religión, el periodismo, la mercadotecnia, el cine y, en general, cualquier área en la cual la argumentación y la persuasión sean de especial relevancia.

## Definiciones
Todavía no hay acuerdo sobre la mejor definición de falacia y existen muchas propuestas que rivalizan entre sí. En 1970, Charles Hamblin publicó una obra seminal titulada Falacias, que rastrea el desarrollo de la noción desde Aristóteles hasta mediados del siglo XX y concluye que la definición estándar de falacia es «un argumento que parece válido, pero no lo es». Autores posteriores, como Ralph Johnson y Hans Hansen, cuestionaron esta conclusión y propusieron definiciones alternativas, mientras que otros autores, como Douglas Walton, defendieron la aproximación de Hamblin.
Algunas definiciones alternativas a la de Hamblin hacen énfasis en las fallas lógicas de las falacias. Por ejemplo, se pueden definir las falacias como argumentos deductivamente inválidos o con muy poco apoyo inductivo. El problema con esta definición es que algunas falacias consisten en argumentos deductivamente válidos, cuya falla está en otra parte, por ejemplo el falso dilema o la petición de principio. Se[¿quién?] enmienda esta definición agregando que los argumentos no falaces, además de tener validez deductiva o apoyo inductivo, deben tener premisas verdaderas y bien justificadas, y no caer en la petición de principio. Esta definición tiene la ventaja de que incluye a los falsos dilemas y a las peticiones de principio como falacias. Pero tiene la desventaja de que también incluye como falacias a muchos argumentos legítimos, por ejemplo argumentos científicos del pasado que tenían premisas falsas, pero que sin embargo eran argumentos muy serios y bien intencionados.
Van Eemeren y Grootendorst proponen una definición «pragma-dialéctica», en la que las falacias se conciben como violaciones de las reglas de la discusión. Así por ejemplo, si una regla de la discusión es no atacar al oponente a nivel personal, se sigue que todo argumento ad hominem es falaz. Una dificultad con esta aproximación, sin embargo, es que no hay acuerdo sobre la mejor manera de caracterizar las reglas de una discusión.
La falacia lógica es un modo o patrón de razonamiento que siempre o casi siempre conduce a un argumento incorrecto. Esto es debido a un defecto en la estructura del argumento que lo conduce a que este sea inválido. Las falacias lógicas suelen aprovecharse de los prejuicios o sesgos cognitivos para parecer lógicas, cambiándose, a veces, el error inconsciente o involuntario por una manipulación deliberada. Por eso, las falacias lógicas son los mecanismos automáticos más comunes para poner en práctica los sesgos cognitivos. Algunas importantes falacias lógicas que emplean los sesgos cognitivos se muestran a continuación. Véase también control social, control mental, propaganda, lavado de cerebro.
Generalmente, los razonamientos falaces no son tan claros como los ejemplos. Muchas falacias involucran causalidad, que no es una parte de la lógica formal. Otras utilizan estratagemas psicológicas como el uso de relaciones de poder entre el orador y el interlocutor, llamamientos al patriotismo, la moralidad o el ego para establecer las premisas intermedias (explícitas o implícitas) necesarias para el razonamiento. De hecho, las falacias se encuentran muy a menudo en presunciones no formuladas o premisas implícitas que no son siempre obvias a primera vista.

## Ejemplos

### Afirmación del consecuente
En lógica, la afirmación del consecuente, también llamado error recíproco o error converso, es una falacia formal. Esta se comete al tomar una afirmación condicional verdadera "Si A, entonces B", e incorrectamente afirmar su recíproca o conversa "Si B, entonces A". Esto es un error, porque el consecuente B puede tener otras razones para ocurrir aparte de A. 

### Argumento ad hominem
En lógica, se denominan como argumento ad hominem (del latín ‘contra el hombre’) o falacia ad hominem varios tipos de argumentos, muchos de los cuales considerados falacias informales, que consisten en refutar una afirmación en función del carácter o de algún atributo del emisor de la afirmación, en lugar de analizar el contenido sustancial del argumento en sí mismo. Generalmente sigue la siguiente estructura: «A afirma x; B afirma que A tiene algo cuestionable; luego, por extensión, B afirma que x es cuestionable». La conclusión también suele indicar que lo que afirma A no merece ser tenido en cuenta.

### Petición de principio
En retórica y lógica clásicas, la petición de principio o presuponer la conclusión (del latín petitio principii, «suponer el punto inicial») es una falacia informal que se produce cuando la proposición que se pretende probar se incluye implícita o explícitamente entre las premisas del argumento, que asumen la verdad de la conclusión, en lugar de respaldarla. La primera definición conocida en Occidente de esta falacia fue acuñada por Aristóteles en su obra Primeros analíticos.
Históricamente, esta falacia se refiere a un fallo en un argumento dialéctico en el que el orador asume alguna premisa que no se ha demostrado que sea cierta. En el uso moderno, ha llegado a referirse a un argumento en el que las premisas asumen la conclusión sin apoyarla. Esto lo convierte en un ejemplo de razonamiento circular.
Ejemplo, el siguiente argumento es una petición de principio:
1. Yo siempre digo la verdad.
2. Por lo tanto, yo nunca miento.

En este argumento, la conclusión está contenida en la premisa, pues decir la verdad es antónimo de mentir. Las peticiones de principio resultan más persuasivas cuando son lo suficientemente largas como para hacer olvidar al receptor que la conclusión ya fue admitida como premisa.
Otros ejemplos son:
- «Se sabe desde hace miles de años que la Tierra es redonda. Por lo tanto, la Tierra es redonda».
- «Las drogas son ilegales, por lo que deben ser malas para la salud. Por lo tanto, no deberíamos legalizar las drogas porque son malas para la salud».

Asimismo, la afirmación: «El verde es el mejor color porque es el más verde de todos los colores» afirma que el color verde es el mejor porque es el más verde, lo que presupone que es el mejor. Otro ejemplo puede encontrarse en uno de los argumentos sobre la existencia de Dios basados en la revelación:
1. Las sagradas escrituras (biblia, corán, vedas, etc.) afirman que Dios existe.
2. Las sagradas escrituras son verdaderas porque fueron escritas por Dios o por personas inspiradas por Dios.
3. Dios es la fuente y la garantía de la verdad.
4. En conclusión, Dios existe.

Sin embargo, en el uso vernáculo moderno, la petición de principio se usa a menudo para significar «plantear la pregunta» o «sugerir la pregunta». A veces se confunde con «eludir la pregunta», un intento de evitarla, o tal vez más a menudo rogar la pregunta significa simplemente dejar la pregunta sin respuesta.
La falacia es un tipo de razonamiento circular: un argumento que requiere que la conclusión deseada sea verdadera. Esto ocurre a menudo de manera indirecta, de modo que la presencia de la falacia está oculta, o al menos no es fácilmente evidente.
Formalmente, las peticiones de principio son argumentos deductivamente válidos, pues es deductivamente válido que de A se sigue A. Existe desacuerdo acerca de por qué algunos argumentos deductivamente válidos se consideran peticiones de principio y otros no. Una propuesta[¿quién?] es que la diferencia es psicológica: si la conclusión nos parece demasiado obvia con respecto a las premisas, entonces consideramos que el argumento es una petición de principio; de lo contrario, no.
Esta denominación no se suele aplicar a la falacia más general que resulta cuando la evidencia dada para una proposición necesita tanta prueba como la proposición misma. La denominación más usada para una argumentación semejante es la de falacia de las muchas preguntas.
Toda petición de principio tiene esta característica: que la proposición por ser probada (como conclusión) se asume en algún punto anterior, se asume en alguna de las premisas. Debido a lo anterior, esta falacia fue clasificada por Aristóteles como una falacia material, en vez de como una falacia lógica.

## Clasificaciones
A lo largo de los siglos, se han propuesto varias maneras de clasificar las falacias, pero todavía no se llega a una clasificación o taxonomía definitiva. En esta sección se exponen algunas de las clasificaciones más influyentes.
La primera clasificación fue la de Aristóteles, quien dividió en dos grupos a las trece falacias que identificó: las que dependen del lenguaje y las que no. En el primer grupo puso las seis falacias que dependen de ambigüedades, anfibologías, combinaciones de palabras, divisiones de palabras, acento y formas de expresión. En el segundo grupo puso las siete falacias que no dependen del lenguaje, entre ellas los accidentes, la falacia de las muchas preguntas, la petición de principio y la afirmación del consecuente.
Otra clasificación conocida es entre falacias formales e informales. Las primeras son aquellas cuya invalidez se puede demostrar mediante métodos formales, tales como la afirmación del consecuente y la negación del antecedente. Las segundas son aquellas cuya invalidez depende del contenido de los argumentos o de la intención del que argumenta, por ejemplo la falacia del hombre de paja o los argumentos ad hominem.
Aún otra clasificación es entre falacias deductivas e inductivas. Las falacias deductivas son aquellas que pretenden validez deductiva, aunque no lo logren, como por ejemplo la afirmación del consecuente. Las falacias inductivas son aquellas que solo pretenden dar apoyo inductivo a la conclusión, aunque tampoco lo logren, como por ejemplo la generalización apresurada.

### Falacias formales
Las falacias formales son aquellas cuyo error reside en la forma o estructura de los argumentos. Algunos ejemplos conocidos de falacias formales son:
- Negación del antecedente: Un ejemplo de esta falacia podría ser:

1. Si bebo un litro de cerveza, entonces me emborracho.
2. No he bebido un litro de cerveza.
3. Por lo tanto, no estoy borracho.

Esta falacia resulta evidente cuando advertimos que puede haber muchas otras razones para que pueda estar borracho. Por ejemplo, puedo estar borracho tras beber dos vasos de whisky y sin necesidad de haber probado la cerveza. La forma del argumento es la siguiente:
1. Si p, entonces q.
2. no-p
3. Por lo tanto, no-q.

1. Si María estudia, entonces aprobará el examen.
2. María aprobó el examen.
3. Por lo tanto, María estudió.

Esta falacia resulta evidente cuando advertimos que puede haber muchas otras razones de por qué María aprobó el examen. Por ejemplo, pudo haber copiado, o quizá tuvo suerte, o quizá aprobó gracias a lo que recordaba de lo que escuchó en clase, etc. En tanto es una falacia formal, el error en este argumento reside en la forma del mismo, y no en el ejemplo particular de María y su examen. La forma del argumento es la siguiente:
1. Si p, entonces q.
2. q
3. Por lo tanto, p.

1. Juan siempre va con el pasaporte o con otro documento que le identifique.
2. Juan va con el pasaporte.
3. Por lo tanto, no va con otro documento que le identifique.

Esta falacia resulta evidente cuando advertimos que puede haber muchas situaciones en la que una disyunción es inclusiva. Por ejemplo, es perfectamente posible que Juan pueda llevar dos o más documentos que le identifiquen. Llevar el pasaporte no excluye la posibilidad de llevar otros documentos que acrediten su identidad. La forma del argumento es la siguiente:
1. p o q.
2. p
3. Por lo tanto, no-q.[29]

1. Todas las personas altas que conozco son rápidas.
2. Por lo tanto, todas las personas altas son rápidas.

### Falacias informales
Las falacias informales son aquellas cuya falta está en algo distinto a la forma o estructura de los argumentos. Esto resulta más claro con algunos ejemplos:
- Falacia ad hominem: se llama falacia ad hominem a todo argumento que, en vez de atacar la posición y las afirmaciones del interlocutor, ataca al interlocutor mismo. La estrategia consiste en descalificar la posición del interlocutor, al descalificar a su defensor. Por ejemplo, si alguien argumenta: «Usted dice que robar está mal, pero usted también lo hace», está cometiendo una falacia ad hominem (en particular, una falacia tu quoque), pues pretende refutar la proposición «robar está mal» mediante un ataque al proponente. Si un ladrón dice que robar está mal, quizás sea muy hipócrita de su parte, pero eso no afecta en nada a la verdad o la falsedad de la proposición en sí.
- Falacia ad verecundiam: se llama falacia ad verecundiam a aquel argumento que apela a la autoridad o al prestigio de alguien o de algo a fin de defender una conclusión, pero sin aportar razones que la justifiquen.
- Falacia ad ignorantiam: se llama falacia ad ignorantiam al argumento que defiende la verdad o falsedad de una proposición porque no se ha podido demostrar lo contrario.
- Falacia ad baculum: Se llama falacia ad baculum a todo argumento que defiende una proposición basándose en la fuerza o en la amenaza.
- Falacia circular: se llama falacia circular a todo argumento que defiende una conclusión que se verifica recíprocamente con la premisa, es decir que justifica la veracidad de la premisa con la de la conclusión y viceversa, cometiendo circularidad.
- Falacia del hombre de paja: Sucede cuando, para rebatir los argumentos de un interlocutor, se distorsiona su posición y luego se refuta esa versión modificada. Así, lo que se refuta no es la posición del interlocutor, sino una distinta que en general es más fácil de atacar. Tómese por ejemplo el siguiente diálogo:

Persona A: Sin duda estarás de acuerdo en que Islandia tiene el sistema legal más justo y el gobierno más organizado.
Persona B: Si Islandia es el mejor país del mundo, eso solo significa que las opciones son muy pocas y muy pobres.
En este diálogo, la persona B puso en la boca de la persona A algo que ésta no dijo: que Islandia sea el mejor país del mundo. Luego atacó esa posición, como si fuera la de la persona A.

## Historia
En los diálogos platónicos aparecen ejemplos de diversas falacias, si bien no se hace una clasificación sistemática de las mismas. El Eutidemo discute una gran cantidad de falacias e intenta llegar a conclusiones sobre su validez o invalidez. El primer estudio más elaborado sobre las falacias se remonta a Aristóteles, quien en un trabajo titulado Refutaciones sofísticas, identificó y clasificó trece falacias.

## Falacias en los medios de comunicación y la política
Las falacias se usan frecuentemente en artículos de opinión en los medios de comunicación y en política. Cuando un político le dice a otro «No tienes la autoridad moral para decir X», puede estar queriendo decir dos cosas:
- Usar un ejemplo de la falacia del ataque personal o falacia ad hominem, esto es, afirmar que X es falsa atacando a la persona que la afirmó, en lugar de dirigirse a la veracidad de X.
- No ocuparse de la validez de X, sino hacer una crítica moral al interlocutor (y de hecho es posible que el político esté de acuerdo con la afirmación). En este último caso, la falacia consiste en evadir el tema, dando solo una opinión, no relevante, sobre la moralidad del otro.

Es difícil, por ello, distinguir falacias lógicas, ya que dependen del contexto.
Otro ejemplo, muy extendido es el recurso al argumentum ad verecundiam o falacia de la autoridad. Un ejemplo clásico es el ipse dixit (‘él mismo lo dijo’) utilizado en la Antigüedad para conservar intacto el pensamiento de Pitágoras. Un ejemplo más moderno es el uso de famosos en anuncios: un producto que deberías comprar/usar/apoyar solo porque tu famoso favorito lo hace.
Una referencia a una autoridad siempre es una falacia lógica, aunque puede ser un argumento racional si, por ejemplo, es una referencia a un experto en el área mencionada. En este caso, este experto debe reconocerse como tal y ambas partes deben estar de acuerdo con que su testimonio es adecuado a las circunstancias. Esta forma de argumentación es común en ambientes legales.
Otra falacia muy usada en entornos políticos es el argumentum ad populum, también llamado sofisma populista. Esta falacia es una variedad de la falacia ad verecundiam. Consiste en atribuir la opinión propia a la opinión de la mayoría y deducir de ahí que si la mayoría piensa eso es que debe ser cierto. En cualquier caso muchas veces la propia premisa de que la mayoría piense eso puede ser falsa o cuando menos dudosa ya que, en muchos casos, dicha afirmación no puede ser probada más que con algún tipo de encuesta que no se ha realizado. En caso de ser cierto tampoco se justifica el razonamiento porque la mayoría piense eso. Se basa en la falsa intuición de que el pueblo tiene autoridad: «tanta gente no puede estar equivocada» o el clásico vox populi, vox dei. Se suele oír con frases del tipo «todo el mundo sabe que…», o «…que es lo que la sociedad desea», así como «la mayoría de los españoles sabe que…».
Por definición, razonamientos que contienen falacias lógicas no son válidos, pero muchas veces pueden ser (re) formulados de modo que cumplan un modo de razonamiento válido. El desafío del interlocutor es encontrar la premisa falsa, esto es, aquella que hace que la conclusión no sea firme.

## Sofisma
Un sofisma o sofismo es un razonamiento o argumento falso con apariencia de verdad.

### Los sofismas en la Antigua Grecia
La palabra sofista deriva de las palabras sophia y sophos, que significan «sabiduría» o «sabio» desde los tiempos de Homero, y se utilizó originalmente para describir la experiencia en un conocimiento o profesión particular. Sin embargo, gradualmente, la palabra también llegó a denotar sabiduría general y especialmente sabiduría sobre asuntos humanos (por ejemplo, política, ética). Este fue el significado atribuido a los Siete Sabios griegos del siglo VII y el siglo VI a. C. (como Solón y Tales de Mileto), y este fue el significado que apareció en las historias de Heródoto. Platón dice que los sofistas no están interesados en obtener la solución correcta, sino que solo quieren que todos los oyentes estén de acuerdo con ellos.
Los mayores y mejores sofistas conocidos fueron Protágoras de Abdera (c. 490-421 a. C.), Gorgias de Leontinos (c. 487-380 a. C.), Hipias de Elis, Licofrón, Prodicos ― que habría sido maestro Sócrates y Trasímaco― y Calicles, aunque había muchos otros de los cuales sabemos poco más que los nombres.
Protágoras fue uno de los maestros más conocidos y exitosos. Enseñó a sus alumnos las habilidades y el conocimiento necesarios para una vida exitosa, especialmente en política, en lugar de filosofía. Entrenó a sus alumnos para discutir desde el punto de vista, porque creía que la verdad no puede limitarse a un solo lado del argumento. Protágoras escribió sobre una variedad de temas y algunos fragmentos de su trabajo han llegado hasta nuestros días. Él es el autor de la famosa frase: El hombre es la medida de todas las cosas, que es la oración inicial de su obra llamada Verdad. Esta oración sería uno de los pilares del relativismo. También enseñó cómo hacer que el argumento más débil sea el más fuerte, haciendo convincentes las posiciones impopulares. Según Platón, Protágoras define su arte como educar a los hombres.
Gorgias es otro sofista conocido, autor de una obra perdida conocida como Sobre la Naturaleza o el No Ser, donde argumenta que no existe nada, trata de convencer a sus lectores de que el pensamiento y la existencia eran diferentes y dijo que lo que importa es la adherencia, no la enseñanza de lo justo o lo injusto. Es importante señalar que Gorgias iba en contra del pensamiento de Parménides, quien afirmó la existencia del ser y la imposibilidad de la existencia del no ser. A diferencia de este pensador, afirmó que el ser no existía, porque las definiciones que le dieron los diferentes filósofos que lo precedieron eran contradictorias.

### Los sofismas en la lógica
Escasos versados en lógica, han sido capaces de explicar la presencia de los sofismas. De hecho, la investigación de estos siempre ha resultado una ardua tarea para los lógicos. En muchas ocasiones la clasificación y el análisis de los sofismas han sido una de las piezas claves de la lógica. Otras, si aparecían solo era para enumerar la misma lista de falacias (consulte la sección Clasificaciones).
Sin embargo, los sofismas, desde que Aristóteles nos ilustró con la lógica, se han considerado como objetos de esta ciencia. Así pues, los aristotélicos desde el siglo XII enumeran dos exigencias para definir que lugar ocupan los sofismas. Estas son:
- Principium motivum sive causa movens sive causa apparentiae.
- Principium defectus sive causa non existentiae sive causa falsitatist.

Cabe destacar que los sofismas no siempre se han considerado una parte de esta ciencia, surgieron bastantes eruditos que no estaban de acuerdo con Aristóteles y sus seguidores. Uno de estos fue Pierre de la Ramée.
Pierre de la Rameé observa que no se puede describir de igual manera un razonamiento incorrecto y otro correcto, pues la norma del primero no es sino el incumplimiento de una norma que solo en apariencia sigue, y que, por el contrario es efectivamente cumplida por el segundo.
Siglos después, Gerald Massey razona a favor de la disparidad entre las reglas de la sofística y de la lógica formal, es por ello que expresa que no existe una teoría de las falacias. Pero su crítica va mucho más allá, pues manifiesta que no hay una teoría de las falacias porque no puede haberla, ya que las formas válidas de razonar se comportan respecto a las argumentaciones válidas de manera diferente a como se relacionan las inválidas.
El principio más significativo de toda aplicación de la lógica formal al lenguaje es que las argumentaciones que cumplen formas válidas de argumentar son correctas, por lo tanto es totalmente imposible que una argumentación donde no ocurra dicha circunstancia no sea lícito. En cambio, cuando se especifican las formas inválidas de razonar, no se produce siempre que, al cumplirse las condiciones implícitas en dicha forma por parte de un discurso del lenguaje natural, dicho discurso sea una argumentación invalida. Por ejemplo:
Premisa 1: Todos los que miden 1,65 metros tienen un sombrero
Premisa 2: Todos los hombres adultos que son altos tienen un sombrero
Consecuencia: Por lo tanto, todos los hombres adultos que miden 1,65 metros tienen un sombrero
Massey entendería este razonamiento como válido pues entiende que medir 1,65 metros se define como hombre adulto que es alto. Aunque no es suficiente que en un discurso se ajuste a la forma de una falacia para que sea un razonamiento incorrecto, para ello es necesario que al traducirlo al lenguaje formal se demuestre que nunca tendría una forma válida.
Además, también será falaz la argumentación válida que se haya hecho siguiendo las reglas inválidas. Por lo tanto, las formas de un discurso erróneo no es apto para decidir sobre la validez de una reflexión, pero valen para calificar de falaces las creencias lógicas de quien razona, es por todo lo dicho que la investigación de los sofismas tiene un interés más psicológico que lógico
Sin embargo, Rolf George discrepa sobre el pensamiento que tiene Massey sobre las falacias formales. George dice que para que un razonamiento pueda considerarse válido o inválido, hay que saber que clase de argumentación desea realizar el que razona. Según este filósofo, esto da la posibilidad de precaver la observación de Massey y defender el estudio de las formas falsas de razonar como parte de la lógica.
Así pues, según George, dos argumentaciones con las mismas premisas y conclusión pueden ser argumentaciones diferentes.
De esta forma introducimos las partes de esta argumentación que se toman como variables en un rectángulo. Conforme a esta convención diremos que si todas las subproposiciones están encajonadas, entonces la consecuencia es lógica. De otro modo, si todas quedan fuera de los rectángulos, entonces es una consecuencia material.

### Tipos de sofismas
Existe una alta gama de clasificaciones para los sofismas, pues aún no se ha llegado a un consenso. Aristóteles, los diferenció identificando los que resultan del lenguaje o lingüísticos, con los que no resultan de este o son extralingüísticos.

#### Resultantes del lenguaje
- Equivocación: es aquel razonamiento que puede tener un doble significado. Ejemplo: La palabra «Copa» puede referirse a un vaso con pie que se utiliza para beber o un conjunto de ramas y hojas de un árbol.
- Anfibología: en dos premisas con término común se considera que se mantiene constante la suposición, cuando en realidad varía. Ejemplo: «El libro de Laura». Puede pensarse que Laura es la autora o es la dueña del libro.
- Falsa conjunción: Composición errónea de una frase debido a la carencia de signos de puntuación. Ejemplo: «Caminé hacia la mesa (,) me senté y tomé el teléfono».
- Falsa disyunción: Error debido a la falta de separación de términos. Ejemplo: «Siete es igual a tres y a cuatro». «Siete es igual a tres y cuatro»
- Falsa acentuación: Se comete principalmente por escrito. Se debe a que dos palabras, cuya pronunciación es diferente, se escriben de la misma manera. Ocurre principalmente en las lenguas que no hacen uso del acento ortográfico. Ejemplo «Caminó / Camino (hacia allá)»
- Falsa forma de expresión: Se produce cuando un argumento no se apoya en una semejanza relevante o que olvida diferencias que impiden la conclusión. Ejemplo: «Ana y Pedro son niños pequeños. Si Ana es revoltosa, entonces pedro también».

#### No resultantes del lenguaje
- Falacia del consecuente: Se comete cuando se cree que la afirmación del consecuente de una implicación verdadera conlleva la afirmación del antecedente y cuando se admite que de la negación del antecedente se sigue la del consecuente. «Cuando llueve, el río crece». «Como el río creció, entonces está lloviendo».
- La petición de principio: Ocurre cuando se pretende argumentar partiendo de una proposición y concluyendo esa proposición misma, cuando la identidad de premisa y conclusión está enmascarada. Lo que se quiere presentar como conclusión se sigue necesariamente de lo que se ha ofrecido como premisas, pues la conclusión es lo mismo que una de las premisas. El error no consiste en razonar incorrectamente, sino en no razonar.  Ejemplo: «Yo siempre digo la verdad; por lo tanto, yo nunca miento».
- Círculo vicioso: Es una variante de la petición del anterior, pero en este caso se oculta el procedimiento o se usan palabras que lo disimulan. Ejemplo: «Lo castigaron porque hizo algo malo»; «y si hizo algo malo está bien que lo castigaran».
- El sofisma de la falsa causa: Se produce principalmente al hacer prueba por reducción al absurdo. La falacia se comete cuando una de esas proposiciones, sin ser empleada luego para extraer la contradicción, se niega al final, como si de ella dependiera la contradicción.
- Ignorancia del asunto: Puede pasar por la contradicción que plantea el oponente. Suele estar presente en discusiones diarias. Ejemplo: «las vacunas no son buenas, pues a algunas personas les produce malestar».
- Falsa ecuación del sujeto y el accidente: Supone tomar una propiedad accidental como esencial, lo que conduce a errores por generalización. Ejemplo: «Cortar a una persona con un cuchillo es un crimen. Los cirujanos cortan personas con cuchillos».
- Confusión de lo relativo con lo absoluto: Ocurre cuando de un sentido restringido se extrae una premisa universal. Ejemplo: «Está permitido conducir, luego está permitido conducir a todas la edades».
- Ignorancia del consecuente: Asegura la verdad de una premisa a partir de una conclusión, contradiciendo la lógica lineal. Ejemplo: «Cuando llueve, el río crece». «Como el río creció, entonces está lloviendo»
- Confusión de la causa con lo que no es causa: relacionar como causa y efecto cosas que nada tienen que ver entre sí. Ejemplo: Observo que cuando el cielo se oscurece, llueve. Entonces que el cielo esté oscuro hace que llueva.

### Diferencia entre falacia y sofisma
Es frecuente ver como se utiliza el término falacia y sofisma como sinónimos, sin embargo, existe una gran diferencia entre estos dos conceptos.
Una falacia es un razonamiento incorrecto pero con apariencia de razonamiento correcto. Es un argumento engañoso o erróneo (falaz), pero que pretende ser convincente.
Mientras, el sofisma es un razonamiento aparentemente verdadero con el propósito de engañar. La diferencia es netamente de orden psicológico, mas no de carácter lógico, porque ambas son un argumento falso. A los sofismas se los suele identificar con la falacia lógica pues es un modo o patrón de razonamiento que siempre conduce a un argumento incorrecto. Además, en ocasiones esto puede ser una manipulación deliberada.